# Husaren-Regiment „Graf Goetzen“ (2. Schlesisches) Nr. 6

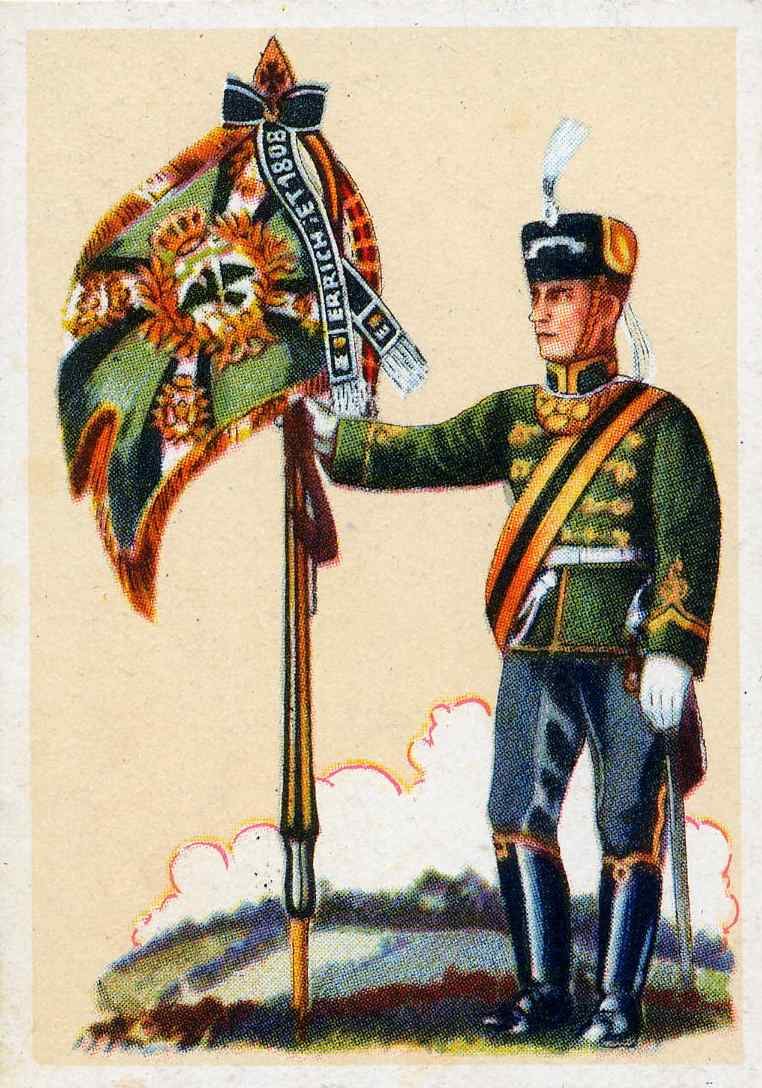
Standarte und Uniform des 2. Schlesischen Husaren-Regiments Nr. 6

Das 2. Schlesische Husaren-Regiment Nr. 6 war ein Husarenverband der Preußischen Armee.

## Geschichte
Das Regiment wurde am 21. November 1806 auf Befehl von König Friedrich Wilhelm III. unter dem Namen 2. Schlesisches Husaren-Regiment errichtet. Es formierte sich aus den Resten der während des Krieges 1806/07 in Schlesien zurückgebliebenen Depots von vierzehn verschiedenen Kavallerieregimentern. Zunächst bestand das Regiment aus vier Eskadronen zu je 150 Pferden.

### Standorte
u. a.
- 1808: Frankenstein
- 1810: Lüben
- 1815: Trier
- 1816: Saarlouis
- 1817: Frankreich (während der Besatzung)
- 1819: Neustadt O.S.
- 1889: Leobschütz
- 1894: Ratibor

### Russlandfeldzug 1812
Im Rahmen der schließlich gescheiterten Eroberung der Festung Riga kam es zu einigen Gefechten im Rigaer Umland entlang den Flüssen Aa und Düna. Das erste Zusammentreffen, an dem das Husaren-Regiment beteiligt war, fand am 18. Juli in Eckau statt. Unter den Generalen Grawert und Kleist wurde der Ort, in dem russische Jägerbataillone Stellung bezogen hatten, noch am selben Tag eingenommen. Die Russen verloren dabei 800 Soldaten durch Tod, Verwundung und Gefangenschaft. Danach kam es einen Monat lang zu keinen weiteren Kampfhandlungen, da sich die russischen Truppen nach Riga zurückzogen und die napoleonischen Truppen auf Belagerungsgeschütze aus Danzig warten mussten, die erst Anfang September eintreffen sollten. Da die Preußen in Dahlenkirchen bereits in Artilleriereichweite zu Riga lagen, überrannten ausfallende russische Truppen am 23. August diese Stellung. In ihrem Übermut verfolgten sie die fliehenden Preußen und wurden wiederum von herbeieilenden preußischen Husaren und Dragonern unter großen Verlusten zurückgedrängt. Dadurch waren sie zur Rückkehr nach Riga gezwungen und das verlassene Dahlenkirchen konnte am nächsten Tag von den Preußen neu besetzt werden.
Am 25. September drang eine russische Division aus 11.000 Mann unter General Steinheil und Löwis, die am 19. September aus Finnland Riga erreicht hatte, in das Kurland ein. Deren Ziel war es die gerade angekommenen Belagerungsgeschütze in Ruhenthal einzunehmen oder zu vernichten. So kam es am 26. September zum Gefecht bei Tomoszna unter Beteiligung des Husaren-Regiments. Angesichts der russischen Übermacht mussten sich die preußischen Truppen hinter den Eckaubach zurückziehen. Dort kam es am nächsten Morgen zu einem weiteren Gefecht. Am 28. September versuchten die Russen die Flussübergänge über die Aa in Bauske zu sichern. Tags darauf wurde der Ort von ihnen eingenommen und sie konnten nun weiter nach Ruhenthal vordringen. Jedoch traf rechtsseitig der Aa in Bauske am selben Tag eine verspätete preußische Brigade unter General Massenbach aus Friedrichstadt ein, die aufgrund der russischen Besatzung von Eckau zu einem Umweg gezwungen war. Gemeinsam mit der Brigade von General Kleist, die sich linksseits der Aa von Mitau nach Gräfenthal zurückgezogen hatte, konnten die russischen Truppen zwischen Ruhenthal und Bauske im letzten Moment aufgebracht werden. General Steinheil zog daraufhin mit seinen Truppen nach Riga zurück.
In den Wochen danach konnten die napoleonischen Truppen einen Belagerungshalbkreis um Riga aufbauen, der sich von Tuckum im Westen über Eckau im Süden und Friedrichstadt im Osten erstreckte. Das Husaren-Regiment hatte zusammen mit polnischen und bayerischen Bataillonen unter General Grandjean in Friedrichstadt Stellung bezogen. Hier hatten sie immer wieder unter Offensiven von General Wittgenstein zu leiden. Am 18. November versuchte Generalmajor Weljaminow von Riga aus die Stellung in Friedrichstadt zu überrumpeln, konnte aber wieder zurückgedrängt werden.

### Befreiungskriege 1813/15
| 1813 | 1814 |  |
| --- | --- |  |
| - 04. bis 20. April: Belagerung von Wittenberg - 02. Mai: Königsbrück - 19. Mai: Königswartha - 20./21. Mai: Schlacht bei Bautzen - 26./27. August: Schlacht bei Dresden - 28./29. August: Halle - 12. September: Weißenfels - 18. September: Merseburg - 19. September: Kösen - 25. September: Altenburg - 28. September: Meuselwitz - 10. Oktober: Stößen - 16. bis 18. Oktober: Völkerschlacht bei Leipzig - 27. Oktober: Weimar - 30./31. Oktober: Gelnhausen | - 11. Januar: Saint-Avold - 22./23. Januar: Saint-Aubin-sur-Aire - 29. Januar: Brienne-le-Château - 01. Februar: Schlacht bei La Rothière - 11. Februar: Schlacht bei Montmirail - 22. Februar: Méry-Prémecy - 03. März: Neuilly-sur-Marne - 09. März: Schlacht bei Laon - 20. März: Fismes |  |

| 1813 | 1814 |  |
| --- | --- |  |
| - 02. April: Apolda - 13. April: Langensalza - 17. April: Wanfried - 28. April: Stölen - 02. Mai: Schlacht bei Großgörschen - 23. August: Schlacht bei Großbeeren - 24. August: Sperenberg - 27. August: Jüterbog - 24. September: Wartenburg - 08. Oktober: Völkerschlacht bei Leipzig - 16. Oktober: Dippach | - 07. Januar: Groß Zundert - 11. Januar: Hoogstraten - 28. Januar: Löwen - 25. Februar: Courtray - 02. März: Sweweghem - 31. März: Courtray |  |

1815
- 18. Juni: Schlacht bei Waterloo
- 27. Juni: Senlis

### Preußisch-Österreichischer Krieg 1866
Im Deutschen Krieg 1866 kam das Regiment nur in der Schlacht bei Königgrätz zum Einsatz. Die Division gehörte zum VI. Korps in der 2. Armee des Kronprinzen. Der Aufmarschplan sah vor, hinter dem V. Armee-Korps (Steinmetz) über den Pass von Nachod nach Böhmen vorzurücken. An den Gefechten von Nachod und Skalitz waren die Husaren nicht beteiligt, da das gesamte VI. Korps während dieser Kämpfe weit zurückstand. Erst als Steinmetz zur Beobachtung von Josephsstadt abgeordnet wurde, übernahm das VI. Korps die Führung und konnte bei Königgrätz die rechte Flanke der Österreicher zurückdrängen. Beim Vormarsch der 11. Division des Generals von Zastrow gegen 15:30 Uhr standen die Husaren an der linken Flanke und bildeten die Verbindung zur 12. Division. Später gegen 17 Uhr deckten sie die Artillerie des Korps vor Gegenangriffen.

### Deutsch-Französischer Krieg 1870/71
Als Teil des VI. Korps unter Tümpling kam das Regiment erst recht spät zum Einsatz, da dieses Korps noch bis Anfang August als Grenzsicherung gegen Österreich zurückbehalten wurde. Während der Belagerung von Paris kam das Regiment zur Armeegruppe unter von der Tann. Mit dieser Armeegruppe mussten die Husaren gegen die neu aufgestellte Loirearmee kämpfen. Diese Kämpfe endeten mit der Zerschlagung der Loirearmee bei Le Mans und der nachfolgenden Verfolgung der Reste dieser Armee im Januar 1871.

#### 1870
- 01. September: Schlacht von Sedan
- 10. Oktober: Gefecht bei Artenay
- 25. Oktober: Ourcelle
- 07. November: Gefecht bei Marchénoir
- 09. November: Schlacht bei Coulmiers
- 02. Dezember: Bazoches-les-Gallerandes
- 3./4. Dezember: Schlacht von Orléans
- 6./7. Dezember: Meung-sur-Loire
- 08. bis 10. Dezember: Schlacht bei Beaugency
- 15. Dezember: Vendôme

#### 1871
- 10. bis 12. Januar: Schlacht bei Le Mans
- 25./29. Januar: Baiges

### Verbleib
Die Tradition übernahm in der Reichswehr durch Erlass des Chefs der Heeresleitung General der Infanterie Hans von Seeckt vom 24. August 1921 die 2. Eskadron des 11. (Preußisches) Reiter-Regiments in Leobschütz.

## Regimentschefs
| Dienstgrad                    | Name                           | Datum                                   |
| ----------------------------- | ------------------------------ | --------------------------------------- |
| Generalmajor/ Generalleutnant | Friedrich Wilhelm von Götzen   | 09. September 1810 bis 29. Februar 1820 |
| General der Kavallerie        | Karl von Bayern                | 30. November 1841 bis 30. Oktober 1866  |
| General der Kavallerie        | Alexei Alexandrowitsch Romanow | 10. Juni 1871 bis 14. November 1908     |

## Kommandeure
| Dienstgrad                  | Name                                      | Datum                                                                 |
| --------------------------- | ----------------------------------------- | --------------------------------------------------------------------- |
| Major                       | Friedrich Wilhelm von St. Paul            | 18. Januar bis 9. Juli 1809                                           |
| Major                       | Heinrich Bernhard von Winterfeld          | 21. Juni 1809 bis 22. Oktober 1810                                    |
| Major                       | Theodor Ernst von Eicke                   | 31. Oktober 1810 bis 16. Oktober 1811 (mit der Führung beauftragt)    |
| Major/Oberstleutnant/Oberst | Theodor Ernst von Eicke                   | 17. Oktober 1811 bis 19. August 1816                                  |
| Oberstleutnant              | Andreas Iwan von Witowski                 | 13. November 1816 bis 9. Juni 1817                                    |
| Major                       | Karl Friedrich Wilhelm Erdmann von Langen | 11. August 1817 bis 9. September 1823                                 |
| Oberstleutnant/Oberst       | Gustav Friedrich von Barnekow             | 22. Dezember 1823 bis 13. September 1824 (mit der Führung beauftragt) |
| Oberst                      | Gustav Friedrich von Barnekow             | 14. September 1824 bis 12. November 1834                              |
| Major                       | Georg von Schoenermarck                   | 13. November 1834 bis 8. September 1835 (mit der Führung beauftragt)  |
| Major/Oberstleutnant/Oberst | Georg von Schoenermarck                   | 09. September 1835 bis 29. März 1840                                  |
| Oberstleutnant/Oberst       | Karl von Forstner                         | 30. März 1840 bis 9. März 1842                                        |
| Oberstleutnant              | Ludwig von Westarp                        | 07. April 1842 bis 9. Januar 1843 (mit der Führung beauftragt)        |
| Oberstleutnant/Oberst       | Ludwig von Westarp                        | 10. Januar 1843 bis 12. April 1848                                    |
| Major                       | Karl Albert von Rudolphi                  | 13. April bis 6. Mai 1848 (mit der Führung beauftragt)                |
| Major/Oberstleutnant/Oberst | Karl Albert von Rudolphi                  | 07. Mai 1848 bis 24. April 1854                                       |
| Major/Oberstleutnant/Oberst | August Weber                              | 23. Mai 1854 bis 24. Juli 1859                                        |
| Major                       | Thilo von Trotha                          | 25. Juli 1859 bis 11. Mai 1860 (mit der Führung beauftragt)           |
| Major/Oberstleutnant/Oberst | Thilo von Trotha                          | 12. Mai 1860 bis 29. Oktober 1866                                     |
| Oberstleutnant              | Karl Luis Hermann Krug von Nidda          | 30. Oktober 1866 bis 7. Februar 1868                                  |
| Major/Oberstleutnant/Oberst | Georg von Graevenitz                      | 22. März 1868 bis 25. Januar 1875                                     |
| Oberstleutnant              | Arthur Egmund von Stangen                 | 26. Januar bis 14. Juni 1875 (mit der Führung beauftragt)             |
| Oberstleutnant              | Arthur Egmund von Stangen                 | 15. Juni 1875 bis 12. Juni 1876                                       |
| Major/Oberstleutnant/Oberst | Otto Kähler                               | 13. Juni 1876 bis 28. April 1882                                      |
| Major                       | Wilhelm Hugo von Rosenberg                | 09. Mai bis 11. Dezember 1882 (in Vertretung)                         |
| Major/Oberstleutnant/Oberst | Wilhelm Hugo von Rosenberg                | 12. Dezember 1882 bis 14. Oktober 1888                                |
| Oberstleutnant/Oberst       | Friedrich Georg von Sauerma               | 15. Oktober 1888 bis 17. Juni 1892                                    |
| Oberstleutnant              | Ludwig von Ziegler und Klipphausen        | 18. Juni bis 27. Juli 1892 (mit der Führung beauftragt)               |
| Oberstleutnant/Oberst       | Ludwig von Ziegler und Klipphausen        | 28. Juli 1892 bis 18. Dezember 1895                                   |
| Major                       | Georg von Bornstedt                       | 21. Dezember 1895 bis 18. März 1896 (mit der Führung beauftragt)      |
| Major/Oberstleutnant/Oberst | Georg von Bornstedt                       | 19. März 1896 bis 15. Juni 1900                                       |
| Major                       | Otto Liman                                | 16. Juni 1900 bis 17. April 1901                                      |
| Major/Oberstleutnant/Oberst | Otto Liman                                | 18. April 1901 bis 13. Juni 1906                                      |
| Oberstleutnant              | Bernhard von Sydow                        | 14. Juni 1906 bis 20. April 1911                                      |
| Oberstleutnant/Oberst       | Victor von Lepel                          | 21. April 1911 bis 12. Februar 1915                                   |
| Oberst                      | Alfred von Hülst                          | 13. Februar bis 6. Mai 1915                                           |
| Oberstleutnant              | Paul von Troschke                         | 07. Mai 1915 bis 30. Juni 1919                                        |